# Брунк, Рихард Франц Филипп
Рихард Франц Филипп Брунк (фр. Richard François Philippe Brunck; 1729—1803) — французский критик и филолог.

## Биография
Рихард Франц Филипп Брунк родился 30 декабря 1729 года в городе Страсбурге. получил первоначальное образование в Иезуитской школе в Париже .
По окончании обучения, состоя на государственной службе, посвящал практически всё своё свободное время изучению греческого языка и литературы. Убежденный в том, что все неясности, встречающиеся у греческих писателей, произошли только по вине переписчиков, он прибегал к очень произвольной критике; однако, согласно ЭСБЕ, «немногие из ученых так подвинули вперед критику греческих писателей, как Брунк». 
Первой заметной работой Брунка стала: Analecta veterum poetarum Graecorum (3 тома, Страсбург, 1772—1776, 4-е издание, 1785), за которой последовали: Анакреон в различных изданиях, несколько греческих трагедий, издание Аполлония Родосского (Страсбург, 1780); Poetae gnomici (Страсбург, 1784), Вергилия (Страсбург, 1785) и известное издание Софокла (2 и 4 т., Страсбург, 1786; 3 т., 1789 год). 
В 1777 году учёный стал членом Академии надписей и изящной словесности.
Во время Французской революции он был одним из первых членов демократического общества в Страсбурге, но не перешёл, в своих стремлениях за границы умеренности. Во время террора он был арестован и посажен в безансонскую тюрьму. На свободу Брунк был выпущен только после падения Робеспьера. 
В позднейший период своей научной деятельности Брунк вплотную занялся римскими писателями, в основном Плавтом и Теренцием. 
Рихард Франц Филипп Брунк умер 12 июня 1803 года в родном городе.